# Вучетинець
46°26′ пн. ш. 16°22′ сх. д. / 46.43° пн. ш. 16.36° сх. д.
Вучетинець (хорв. Vučetinec) — населений пункт у Хорватії, у Меджимурській жупанії у складі громади Светий Юрай-на-Брегу.

## Населення
Населення за даними перепису 2011 року становило 610 осіб.
Динаміка чисельності населення поселення:

## Клімат
Середня річна температура становить 10,01 °C, середня максимальна – 24,11 °C, а середня мінімальна – -6,50 °C. Середня річна кількість опадів – 843 мм.
| Клімат поселення                              | Клімат поселення | Клімат поселення | Клімат поселення | Клімат поселення | Клімат поселення | Клімат поселення | Клімат поселення | Клімат поселення | Клімат поселення | Клімат поселення | Клімат поселення | Клімат поселення | Клімат поселення |
| Показник                                      | Січ.             | Лют.             | Бер.             | Квіт.            | Трав.            | Черв.            | Лип.             | Серп.            | Вер.             | Жовт.            | Лист.            | Груд.            |                  |
| Середній максимум, °C                         | 5,23             | 7,30             | 11,79            | 16,02            | 21,13            | 24,11            | 23,85            | 23,31            | 19,30            | 14,12            | 8,40             | 4,31             |                  |
| Середня температура, °C                       | −0,64            | 1,43             | 5,93             | 10,16            | 15,28            | 18,26            | 19,96            | 19,37            | 15,36            | 10,19            | 4,50             | 0,40             |                  |
| Середній мінімум, °C                          | −6,5             | −4,44            | 0,06             | 4,30             | 9,41             | 12,40            | 16,01            | 15,48            | 11,47            | 6,28             | 0,55             | −3,54            |                  |
| Норма опадів, мм                              | 40               | 43               | 56               | 66               | 73               | 95               | 91               | 90               | 81               | 77               | 75               | 56               |                  |
| Середньомісячна швидкість вітру, м/с          | 1.90             | 2.20             | 2.50             | 2.57             | 2.40             | 2.10             | 2.09             | 1.81             | 1.87             | 1.90             | 2.00             | 2.00             |                  |
| Середньомісячна сонячна радіація, кДж/м²·день | 4017             | 6745             | 10492            | 14923            | 18957            | 20859            | 21327            | 18631            | 13808            | 8581             | 4469             | 3227             |                  |
| --------------------------------------------- | ---------------- | ---------------- | ---------------- | ---------------- | ---------------- | ---------------- | ---------------- | ---------------- | ---------------- | ---------------- | ---------------- | ---------------- | ---------------- |
| Джерело:                                      |                  |                  |                  |                  |                  |                  |                  |                  |                  |                  |                  |                  |                  |